# Männer und andere Katastrophen
Männer und andere Katastrophen ist eine deutsche Fernseh-Komödie aus dem Jahr 1999. Die Literaturverfilmung basiert auf dem gleichnamigen Roman von Kerstin Gier und wurde am 30. April 1999 zum ersten Mal auf ARD ausgestrahlt.

## Handlung
Das Leben der jungen Studentin Judith Kern ist ein absolutes Chaos. Sie ist mit den Anforderungen ihres BWL-Studiums, der Beziehung zu ihrem Freund Holger und den ständigen Bitten ihrer Freunde überfordert. Permanent passiert ein Missgeschick, dem wiederum eine kleine Katastrophe folgt. So soll sie beispielsweise auf die Kinder ihrer Schwester Rebecca aufpassen, aber da sie an der Universität einen Kurs besuchen muss, überträgt sie die Aufgabe ihrer Nachbarin Frau Kiebig. Als sie wieder nach Hause kommt, muss sie schockiert feststellen, dass die Kleinen nicht nur das Wohnzimmer unter Wasser, sondern auch die Bilder ihres Vaters in Brand gesetzt haben. Selbstverständlich ist Streit mit Rebecca vorprogrammiert. Trost sucht sie bei ihrem Holger. Doch der hat nur Kartsport und Fußball mit seinen Freunden im Sinn. Da er sich nicht um Judith kümmert, trennt sie sich nach fünf gemeinsamen Jahren von ihm. Kurz darauf verliert sie auch noch ihren Job als Kellnerin. Als ihr Nachbar Leo Palewski bei ihr die Glühbirnen wechselt, fühlt sie sich im Gespräch persönlich angegriffen. Ihr Leben laufe schließlich prima und sie wisse genau, was sie wolle.
Doch der Trennungsschmerz ist da. Sie zieht sich in der Folgezeit komplett aus ihrem Leben zurück und verbringt ihre Zeit mit jede Menge Essen vor dem Fernseher. Dabei erhält sie andauernd Anrufe all ihrer Freunde, die dringend um ihre Hilfe bitten. Sie erwacht erst aus ihrer Phase, als sich ihr Vater Julius Kern aus Spanien meldet. Er hat bald eine Ausstellung in Berlin. Alle seine Bilder sollen gezeigt werden. Dazu zählen auch die unter ihrer Aufsicht zerstörten Bilder. Schnell versteckt sie diese auf dem Dachboden. Als Zwei Galeristen die Bilder abholen wollen, nehmen sie, ohne es zu wissen, allerdings Frühwerke Judiths mit.
Währenddessen kann der Bühnenbildner Leo Palewski immer noch nicht seine heimliche Liebe zu Judith gestehen. Vielmehr muss er mit ansehen, wie sie sich versucht in die nächste Beziehung zu stürzen. Der Jugendfreund und Schauspieler Kai-Uwe Martens ist in der Stadt und will sich von Judith porträtieren lassen. Judith ist begeistert und fängt bald zum ersten Mal seit Jahren wieder an zu malen. Allerdings wird sie aus der Schwärmerei gerissen, als sie feststellen muss, dass Kai-Uwe mit der hochschwangeren Christin liiert ist. Aber es kommt ihr unverhofft eine Chance, ihre künstlerische Ader bei Frau Hardenberg auszuleben. Eigentlich sollte sie nur bei der Buchprüfung helfen, doch nachdem Rebeccas Kinder erneut für Chaos sorgen und Hardenbergs komplette Ausstellung zerstören, springt sie mit Hilfe von Leo und dessen Männern ein. Er unterstützt sie in ihrer Verwirklichung und so schaffen sie es, innerhalb einer Nacht eine bessere Ausstellung aufzubauen.
Frohen Mutes glaubt Judith, nun ihr Leben wieder in den Griff zu bekommen. Doch stattdessen muss sie realisieren, dass die alten Probleme immer noch die gleichen geblieben sind. Holger hat sich einfach nicht geändert. Vielmehr glaubt sie nun, dass er eine Affäre mit ihrer Schwester Rebecca hat. Traurig läuft sie davon. Leo folgt ihr zum See, wo er sie nicht nur tröstet, sondern auch gleich seine Liebe zu ihr gesteht. Abends holt er sie wieder nach Hause, wo sich all ihre Probleme in Wohlgefallen auflösen. Ihr Vater ist ihr nicht sauer, dass seine Bilder vernichtet und durch ihre ersetzt wurden. Sie erhält großes Lob von Frau Hardenberg, Rebecca hat eine neue Liebe, aber nicht Holger, denn der ist und bleibt der gleiche alte unzuverlässige betrunkene Trottel.

## Unterschiede zur Romanvorlage
Der Film basiert zwar auf dem Roman von Kerstin Gier, unterscheidet sich aber in einigen teilweise wesentlichen Punkten von der Romanhandlung. Im Roman:
- heißt Judith mit Nachnamen Raabe
- Hat ihre Schwester keine eigenen Kinder, sondern ihre Cousine
- studiert Judith Germanistik mit Nebenfächern Philosophie und Musikwissenschaften
- ist sie keine Malerin, sondern modelliert Marionettenköpfe

## Kritik
Das Lexikon des internationalen Films sah in dem Film eine „augenzwinkernde Liebeskomödie“. Die Redaktion der Fernsehzeitschrift TV Spielfilm meinte hingegen lapidar: „Sehr viel Makatsch, aber wenig Wirkung.“